# Erica Renkema
Erica Renkema (Hengelo, 6 september 1963) is een Nederlands presentatrice en gemeenteraadslid. Renkema is voornamelijk bekend om haar deelname aan het televisieprogramma Chateau Meiland.

## Levensloop
Voordat Renkema deelnam aan het televisieprogramma Ik vertrek was zij jarenlang actief bij een grote Nederlandse bank en deed ze de zakelijke kant van MAR10, de woonwinkel van haar echtgenoot Martien Meiland.

### Televisie
Renkema werd in 2007 bekend door haar deelname aan het televisieprogramma Ik vertrek, waar zij met haar gezin een nieuw bestaan opbouwde in Frankrijk. Ze kochten een kasteel en maakten er een bed & breakfast van. Na twee jaar keerde het gezin terug naar Nederland. Deze uitzending keerde in 2015 terug op televisie tijdens het speciale seizoen 10 jaar Ik vertrek, waarin bekende Nederlanders terugblikken op de leukste afleveringen.
Nadat Renkema en haar gezin aangekondigd hadden nieuwe emigratieplannen te hebben kwamen zij in contact met Talpa Network, dat hen in 2019 op de voet ging volgen voor de realityserie Chateau Meiland. Deze serie wordt uitgezonden op SBS6. Hierin wordt de familie Meiland gevolgd terwijl ze een ander kasteel ombouwen tot een bed & breakfast. Omdat het programma goed scoorde op SBS6, wordt het sinds 15 juli 2019 ook uitgezonden in België op de televisiezender VIJF / Play5. Tevens werd een tweede seizoen aangekondigd dat anderhalve maand na het eerste seizoen zou worden uitgezonden. Met het programma won Renkema op 9 oktober 2019 de Gouden Televizier-Ring met 55 procent van de stemmen. Zij liet hiermee Beste Zangers en Expeditie Robinson achter zich.
In 2022 startte Renkema met Martien Meiland een podcast, genaamd Wat Goéééd.
Wegens het aanhoudende succes van Chateau Meiland kreeg het programma in 2024 twee nieuwe spin-off programma's: Chateau Meiland VIPS waarin de familie Meiland in iedere aflevering twee andere bekende Nederlanders in hun pension ontvangt en Chateau Meiland en Route waarin de familie een rondreis door Europa maakt in een camper. In 2025 werden deze opgevolgd door de serie Chateau Meiland La Dolce Vita.

### Politieke carrière
Renkema stond voor de gemeenteraadsverkiezingen in maart 2022 als lijstduwer bij de Partij voor de Inwoners in Noordwijk. Renkema vertelde wanneer ze genoeg voorkeurstemmen kreeg, dat ze dan in de gemeenteraad ging. Uiteindelijk haalde Renkema genoeg voorkeurstemmen en is sinds maart 2022 raadslid in Noordwijk.

## Privé
Renkema trouwde in 1985 met Martien Meiland. Zij kregen samen twee dochters: Montana en Maxime. Na 26 jaar huwelijk kwam het tot een scheiding toen Meiland gevoelens kreeg voor mannen en hij uit de kast kwam. Na de scheiding hertrouwde Renkema in januari 2019 met Martien, maar hield haar meisjesnaam aan.

## Televisie

### Realityserie
- Ik vertrek (2007)
- Chateau Meiland (2019-heden)
  - Kerst op Chateau Meiland (2019)
  - Kerst met de familie Meiland (2020-2023)[22]
  - Wat goééééd! Het beste van Chateau Meiland (2023)[23]
- Wat wil Maxime? (2020)
- Chateau Bijstand (2022)[24]
- Chateau Meiland VIPS (2024)
- Chateau Meiland en Route (2024)
- Chateau Meiland La Dolce Vita (2025-heden)

### Presentatrice
- BINGO! De 100.000 euro quiz (2020), als co-presentatrice samen met Maxime Meiland[25]

### Overige
- Wie het laatst lacht... (2020), in de maling genomen door dochter Maxime Meiland[26]
- Marble Mania (2022), als deelnemer samen met Martien, Montana en Maxime Meiland
- Code van Coppens: De wraak van de Belgen (2022), als duo met Maxime Meiland
- De kwis met ballen VIPS (2025), als deelnemer samen met Martien, Montana, Maxime en Jaap Meiland.[27]